# هيلين جارنر
هيلين جارنر (بالإنجليزية: Helen Garner)‏‏ (7 نوفمبر 1942 في غيلونغ - ) صحفية، وروائية، وكاتبة سيناريو من أستراليا.

## روابط خارجية
- هيلين جارنر على موقع IMDb (الإنجليزية)
- هيلين جارنر على موقع ميوزك برينز (الإنجليزية)
- هيلين جارنر على موقع إن إن دي بي (الإنجليزية)
- هيلين جارنر على موقع ديسكوغز (الإنجليزية)
- هيلين جارنر على موقع قاعدة بيانات الفيلم (الإنجليزية)